# Ivan Strinić
Ivan Strinić, född 17 juli 1987 i Split, Jugoslavien (nuvarande Kroatien), är en kroatisk fotbollsspelare. Han har spelat för Kroatiens landslag.

## Karriär
Den 31 augusti 2017 värvades Strinić av Sampdoria. I juli 2018 värvades Strinić av Milan, där han skrev på ett treårskontrakt. Den 26 augusti 2019 kom Milan överens med Strinić om att bryta hans kontrakt.